# Summer (álbum)
Summer é o sexto álbum do pianista americano George Winston. Foi lançado em 1991.

## Faixas
| N.º | Título                                                                  | Música            | Duração |  |
| 1.  | "Living in the Country" (Morando no Interior)                           | Pete Seeger       | 3:45    |  |
| 2.  | "Loreta Desireé's Bouquet (Part 1)" (Buquê de Loreta Desireé (Parte 1)) | George Winston    | 4:04    |  |
| 3.  | "Loreta Desireé's Bouquet (Part 2)" (Buquê de Loreta Desireé (Parte 2)) | George Winston    | 3:29    |  |
| 4.  | "Fragrant Fields" (Campos Fragrantes)                                   | Art Lande         | 4:02    |  |
| 5.  | "The Garden" (O Jardim)                                                 | Dominic Frontiere | 3:03    |  |
| 6.  | "Spring Creek" (Riacho da Primavera)                                    | Philip Aaberg     | 4:03    |  |
| 7.  | "Lullaby" (Cantiga de ninar)                                            | Steve Ferguson    | 3:25    |  |
| 8.  | "Black Stallion" (Corcel Negro)                                         | Carmine Coppola   | 3:39    |  |
| 9.  | "Hummingbird" (Beija-flor)                                              | George Winston    | 5:06    |  |
| 10. | "Early Morning Range"                                                   | George Winston    | 3:59    |  |
| 11. | "Living Without You" (Vivendo Sem Você)                                 | Randy Newman      | 5:58    |  |
| 12. | "Goodbye Montana (Part 1)" (Adeus, Montana (Parte 1))                   | George Winston    | 2:15    |  |
| 13. | "Corrina, Corrina"                                                      | George Winston    | 4:21    |  |
| 14. | "Goodbye Montana (Part 2)" (Adeus, Montana (Parte 2))                   | George Winston    | 3:11    |  |
| 15. | "Where Are You Now" (Onde Está Você Agora)                              | George Winston    | 3:20    |  |